# Quaade-Gambit
|   | a | b | c | d | e | f | g | h |   |
| 8 |   |   |   |   |   |   |   |   | 8 |
| 7 |   |   |   |   |   |   |   |   | 7 |
| 6 |   |   |   |   |   |   |   |   | 6 |
| 5 |   |   |   |   |   |   |   |   | 5 |
| 4 |   |   |   |   |   |   |   |   | 4 |
| 3 |   |   |   |   |   |   |   |   | 3 |
| 2 |   |   |   |   |   |   |   |   | 2 |
| 1 |   |   |   |   |   |   |   |   | 1 |
|   | a | b | c | d | e | f | g | h |   |

1. e2–e4 e7–e5 2. f2–f4 e5xf4 3. Sg1–f3 g7–g5 4. Sb1–c3
Das Quaade-Gambit oder Quade-Gambit ist eine Eröffnung im Schachspiel, die aus dem Königsgambit (oder auch aus der Wiener Partie) hervorgeht. Die Grundstellung dieses seit dem 19. Jahrhundert bekannten Gambits entsteht nach den Zügen 
1. e2–e4 e7–e5
 2. f2–f4 e5xf4
 3. Sg1–f3 g7–g5
 4. Sb1–c3

## Name
Das Gambit ist nach dem Kapitän außer Dienst L. Quaade aus Oringe benannt, der den Zug 4. Sb1–c3 im November 1882 in der Deutschen Schachzeitung vorgeschlagen hatte. Nachdem dieser vom Juristen Carl Friedrich Schmid aus Dresden analysiert worden war, bezeichnete die Deutsche Schachzeitung die Eröffnung im Juni 1884 als Gambitangriff Quaade-Schmid. In Genealogien ist ein Kapitän Louis Magnus Johan Christian Carl Quaade (* 1825 in Helsinki; † 1906 in Oringe) aufzufinden, der möglicherweise der Erfinder der Eröffnung sein könnte.
Der Name Quade-Gambit geht vermutlich auf das 1947 erschienene Buch L’art de faire mat von Renaud und Kahn zurück, das in der englischen und französischen Edition den Namen fälschlich mit nur einem „a“ schrieb.

## Varianten
Eine Idee der Eröffnung ist es, Schwarz in eine Falle zu locken, da er nach 4. … g5–g4 5. Sf3–e5 Dd8–h4+ 6. g2–g3 f4xg3 7. Dd1xg4 durch 7. … g3–g2+ 8. Dg4xh4 gxh1D den Turm auf h1 gewinnen kann, dafür jedoch Weiß nach 9. Dh4–h5 Sg8–h6 10. d2–d4 entscheidenden Angriff erhält, wobei auch die Deckung von e4 durch den Sc3 relevant ist. 
Als korrekt gilt in dieser Variante daher der Abtausch 7. … Dh4xg4 8. Se5xg4 d7–d5! 9. Lf1–h3 
(Karsten Müller weist auf 9. Sg4–e3 d5–d4 10. Se3–d5 Ke8–d8 11. Sc3–e2 hin.) 
d5xe4 10. Sg4–f6+ Ke8–d8 11. Lh3xc8 Kd8xc8 12. Sf6xe4 g3xh2 13. Th1xh2 und Ausgleich (Analyse von E. A. Schmidt). 
Das Gambit   4. … g5–g4 5. d2–d4 g4xf3 6. Dd1xf3 wurde im Handbuch des Schachspiels Sørensen zugeschrieben.  4. … g5–g4 5. Lf1–c4 g4xf3 6. Dd1xf3 führt zum McDonnell-Gambit. 
Der vielfältigste vierte schwarze Zug ist 4. … Sc6. 4. … d7–d6 führt zur Fischer-Verteidigung.  
4. … Lf8–g7 führt nach 5. Lf1–c4 d7–d6 zur Philidor-Variante oder Hanstein-Variante des Königsspringergambits. 
 4. … Lf8–g7 5. Lf1–c4 g5–g4 erzwingt jedoch das McDonnell-Gambit. 6. 0–0 g4xf3 7. Dd1xf3 führt durch weiteres Sb8–c6 zum Hamppe-Muzio-Gambit. (Dort wären g4xf3 7. Dd1xf3 Lf8–g7 die geschehenen Züge.)
 4. … Lf8–g7 5. d2–d4 g5–g4 führt zum Caveman-Angriff des Rosentreter-Gambit (6. Lc1xf4 g4xf3 7. Dd1xf3) . 
Modern ist 4. … Lf8–g7 5. g2–g3 um nach g5–g4 6. Sf3–h4 f4–f3 7. d2–d4 mit Le3 und Dd2 die lange Rochade herbeizuführen.
4. … Sb8–c6 5. d2–d4 ist das zweifelhafte Pierce-Gambit. Simon Williams hält deshalb 5. g2–g3 für notwendig. 
4. … Sb8–c6 5. h2–h4 g5–g4 6. Sf3–g5 ist das Hamppe-Allgaier-Gambit. 
4. … Sb8–c6 5. Lf1–c4 g5–g4 6. 0–0 ist das Hamppe-Muzio-Gambit.